# Giacomo Puteo
Giacomo Puteo ou Jacques Dupuy (né à Majorque, dans les Baléares, Espagne, le 13 février 1495 et mort le 26 avril 1563 à Rome) est un cardinal espagnol du XVIe siècle.

## Biographie
Puteo étudie à l'université de Bologne. Il est auditeur du cardinal Pietro Accolti et est nommé auditeur et doyen de la Rote romaine. Il est clerc de Nice. En 1550 il est nommé archevêque de Bari. 
Puteo est créé cardinal par le pape Jules III lors du consistoire du 20 novembre 1551.
Puteo participe aux conclaves de 1555 (élection de Marcel II et de Paul IV) et au conclave de 1559 (élection de Pie IV).